# James Fouché
James Fouché (Christchurch, 28 marzo 1998) è un ciclista su strada neozelandese che corre per il team MitoQ–NZ Cycling Project.

## Palmarès

### Strada
- 2016 (Juniores, una vittoria)

Campionati oceaniani, Prova in linea Junior
- 2018 (Team Wiggins, una vittoria)

Campionati neozelandesi, Prova in linea Under-23
- 2019 (Team Wiggins, tre vittorie)

Campionati neozelandesi, Prova a cronometro Under-23
Campionati neozelandesi, Prova in linea Under-23
Campionati neozelandesi, Prova in linea Elite
- 2021 (Black Spoke Pro Cycling Academy, una vittoria)

6ª tappa Tour of Southland (Invercargill > Gore)
- 2022 (Bolton Equities Black Spoke Pro Cycling, quattro vittorie)

Campionati neozelandesi, Prova in linea Elite
Campionati oceaniani, Prova in linea Elite
1ª tappa Ronde de l'Oise (Labruyère > Liancourt)
Classifica generale Ronde de l'Oise
- 2023 (Black Equities Black Spoke, una vittoria)

Grand Prix Pino Cerami

#### Altri successi
- 2018 (Team Wiggins)

Classifica scalatori Triptyque des Monts et Châteaux
- 2019 (Team Wiggins)

Classifica scalatori Tour of Antalya
Classifica scalatori Volta ao Alentejo
Classifica scalatori Triptyque des Monts et Châteaux
- 2021 (Black Spoke Pro Cycling Academy)

Classifica scalatori Tour d'Eure-et-Loir
Classifica scalatori Tour de la Mirabelle
Classifica scalatori Kreiz Breizh Elites
Prologo Tour of Southland (Invercargill, cronosquadre)
- 2023 (Bolton Equities Black Spoke)

Classifica sprint intermedi Tour du Rwanda
Classifica scalatori Tour du Poitou-Charentes
Classifica scalatori Tour of Britain

## Piazzamenti

### Competizioni mondiali
- Campionati del mondo

Richmond 2015 - Cronometro Junior: 24º
Richmond 2015 - In linea Junior: ritirato
Doha 2016 - Cronometro Junior: 44º
Doha 2016 - In linea Junior: 43º
Yorkshire 2019 - Cronometro Under-23: 44º
Yorkshire 2019 - In linea Under-23: ritirato
Wollongong 2022 - In linea Elite: ritirato